# Tat'jana Ščelkanova
Tat'jana Sergeevna Ščelkanova (in russo Татья́на Сергеевна Щелка́нова?; Rostov Velikij, 18 aprile 1937 – San Pietroburgo, 24 novembre 2011) è stata una lunghista, velocista e multiplista sovietica.

## Palmarès

### Olimpiadi
- 1 medaglia:
  - 1 bronzo (Tokyo 1964 nel salto in lungo)

### Europei
- 1 medaglia:
  - 1 oro (Belgrado 1962 nel salto in lungo)

### Europei indoor
- 1 medaglia:
  - 1 oro (Westfalenhalle 1966 nel salto in lungo)

### Universiadi
- 6 medaglie:
  - 5 ori (Sofia 1961 nel salto in lungo; Sofia 1961 nei 100 metri piani; Porto Alegre 1963 nel salto in lungo; Budapest 1965 nel salto in lungo; Budapest 1965 nel pentathlon)
  - 1 argento (Porto Alegre 1963 negli 80 metri ostacoli)

## Altre competizioni internazionali
1965
- Coppa Europa di atletica leggera ( Kassel)